# Adalberto Tedeschi
Adalberto Tedeschi (Milano, 1937 – Comerio, 9 gennaio 2007) è stato un dirigente sportivo e imprenditore italiano, genero di Giovanni Borghi, fondatore della Ignis, ricoprì il ruolo di presidente della Pallacanestro Varese dal 1962 al 1963, e dal 1967 al 1972.

## Biografia
Ingegnere, sposato con Emidia Borghi, figlia di Giovanni, fondatore e proprietario della Ignis di Comerio, entra nel mondo dello sport subito dopo le Olimpiadi di Roma del 1960, facendo parte del direttivo della Pallacanestro Varese, dove il suocero ricopre il ruolo di sponsor e presidente onorario. Sotto la sua presidenza, che avviene in due epoche distinte anche se vicine temporalmente, la "Ignis Varese" conquista successi nazionali ed internazionali.
È stato il primo presidente della Lega Basket, dal 1970 al 1972.